# Kobzariwka (obwód tarnopolski)
Kobzariwka (ukr.  Кобзарівка) – wieś na Ukrainie, w  rejonie tarnopolskim obwodu tarnopolskiego, w hromadzie Tarnopol.
Miejscowość powstała w 1963 r. z połączenia wsi Obarzańce i Zarudzie. 
W II Rzeczypospolitej obie wsie w powiecie tarnopolskim województwa tarnopolskiego.
Do 2020 r. w rejonie zborowskim.